# Seznam potoků v Jihočeském kraji
Tato stránka obsahuje seznam potoků v Jihočeském kraji. Potoky, které přesahují do jiného kraje jsou také uvedeny.
| Číslo | Název              | Ústí do        | Přesah do krajů | Délka (v km) | Průměrný průtok (m3/s) | Foto | Galerie na Commons                                |
| ----- | ------------------ | -------------- | --------------- | ------------ | ---------------------- | ---- | ------------------------------------------------- |
| 1     | Barborka           | Trnava         |                 | 8,1          | 0,19                   |      | Kategorie „Barborka (brook)“ na Wikimedia Commons |
| 2     | Bechyňský potok    | Lužnice (řeka) |                 | 20           | 0,67                   |      |                                                   |
| 3     | Bělečský potok     | Blanice (řeka) |                 | 5,4          |                        |      |                                                   |
| 4     | Bezdrevský potok   | Vltava (řeka)  |                 | 44           | 1,28                   |      | Kategorie „Bezdrevský potok“ na Wikimedia Commons |
| 5     | Bílský potok       | Blanice (řeka) |                 | 9            | 0,09                   |      |                                                   |
| 6     | Pukňovský potok    | Vltava         | Středočeský     |              |                        |      |                                                   |
| 7     | Trnovecký potok    | Vltava         | Středočeský     |              |                        |      |                                                   |
| 8     | Bochcenský potok   | Vltava         |                 |              |                        |      |                                                   |
| 9     | Vávrovský potok    | Vltava         |                 |              |                        |      |                                                   |
| 10    | Probulovský potok  | Vltava         |                 |              |                        |      |                                                   |
| 11    | Jelení potok       | Vltava         |                 |              |                        |      |                                                   |
| 12    | Trušovský potok    | Vltava         |                 |              |                        |      |                                                   |
| 13    | Křenecký potok     | Vltava         |                 | 12,13        |                        |      |                                                   |
| 14    | Novosedlský potok  | Vltava         |                 | 18,17        |                        |      |                                                   |
| 15    | Chřešťovický potok | Vltava         |                 | 15,11        |                        |      |                                                   |